# Dixon Hall Lewis

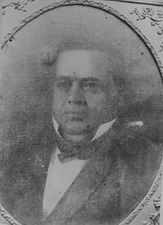
Dixon Hall Lewis

Dixon Hall Lewis (* 10. August 1802 im Dinwiddie County, Virginia; † 25. Oktober 1848 in New York City, New York) war ein US-amerikanischer Politiker (Demokratische Partei), der den Bundesstaat Alabama in beiden Kammern des US-Kongresses vertrat.

## Frühes Leben
Dixon Lewis wurde auf einer Plantage in Virginia geboren, wuchs jedoch nach einem Umzug seiner Familie ab 1806 im Hancock County (Georgia) auf. Er besuchte die Mount Zion Academy und ab 1820 die University of South Carolina in Columbia. Lewis begann Rechtswissenschaften zu studieren und ließ sich 1823 in Lowndesboro (Alabama) nieder. 20 Meilen östlich von Lowndesboro, in Montgomery, praktizierte er daraufhin als Anwalt.

## Politik
Im Jahr 1826 wurde Lewis Abgeordneter im Repräsentantenhaus von Alabama und verblieb dort zwei Jahre. Am 4. März 1829 zog er als Vertreter des dritten Kongresswahlbezirks von Alabama ins Repräsentantenhaus der Vereinigten Staaten ein und trat dort die Nachfolge von George Washington Owen an. Vier Jahre später, am 4. März 1833, übernahm er als Repräsentant den neu gebildeten vierten Kongressdistrikt. Dieses Mandat übte er bis zum 4. März 1841 aus. Zuletzt vertrat Lewis ab dem 4. März 1841 erneut den dritten Kongressbezirk. Er wurde 1844 durch Intervention seines Schwagers Benjamin Fitzpatrick zum US-Senator gewählt und trat am 22. April 1844 die Nachfolge von William R. King an.

## Privatleben und Tod
Lewis starb im Alter von nur 46 Jahren, ledig und ohne Nachkommen, in New York. Er liegt auf dem Green-Wood Cemetery in Brooklyn begraben.